# Piranoscopi

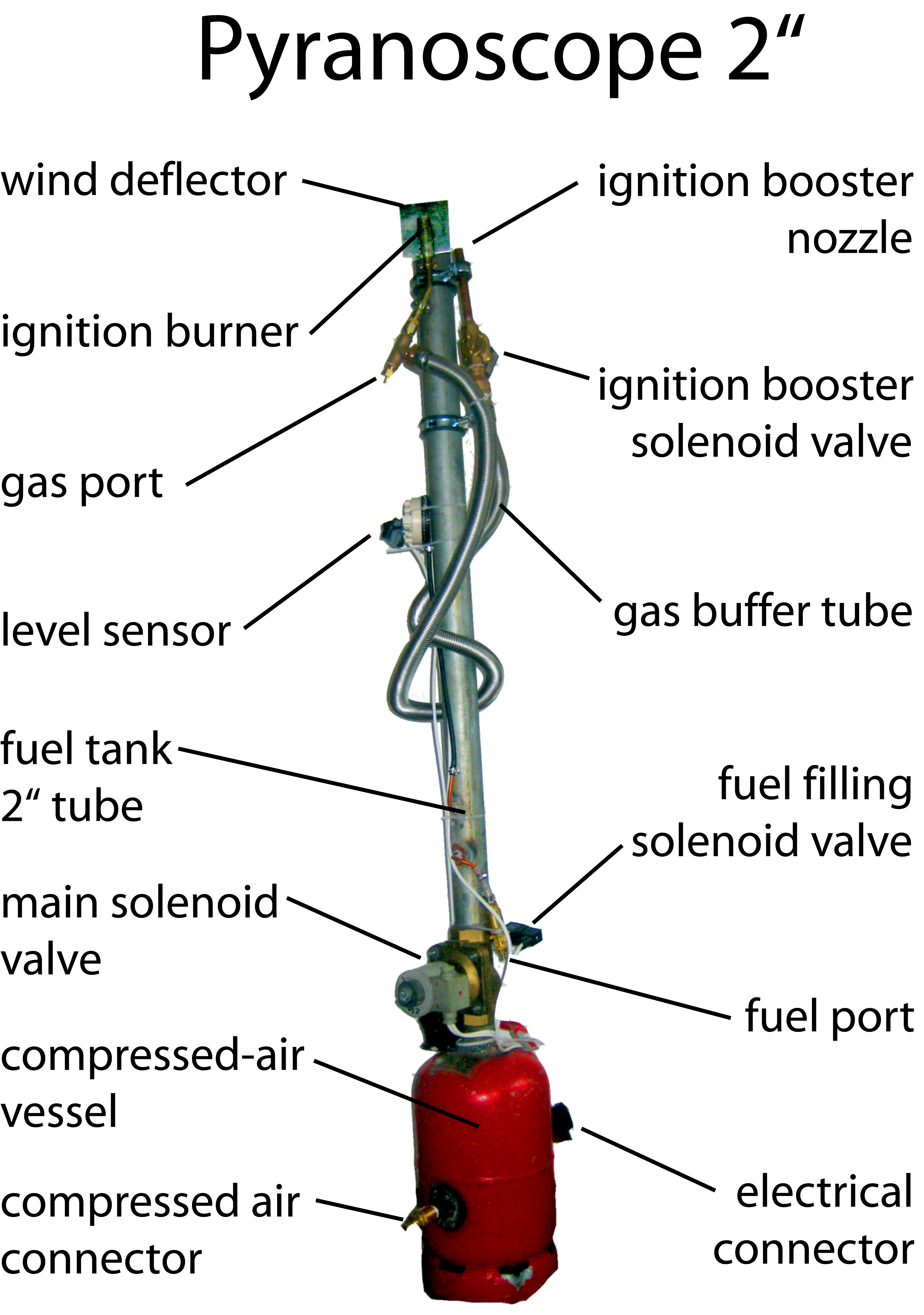
piranoscopi : mostra dels principals components de l'instrument: unitat d'ignició, dipòsit de combustible, vàlvula solenoide principal i vas d'aire comprimit. Dimensions: el diàmetre del dipòsit ronda els 5 cm, l'altura supera els 2 m. Consumeix al voltant de 3 litres de combustible per cada deflagració.

Un  piranoscopi  és un instrument per mostrar grans flames controlades. El nom piranoscopi té les seves arrels en l'grec,πῦρ"piro" que significa "foc",Άνω"any" que significa "cel" iσκοπεῖν, "skopeîn", "mirar" o "veure". La ciència que s'encarrega d'investigar el progrés i propagació de les flames fent ús d'aquest instrument s'anomena piranoscòpia.

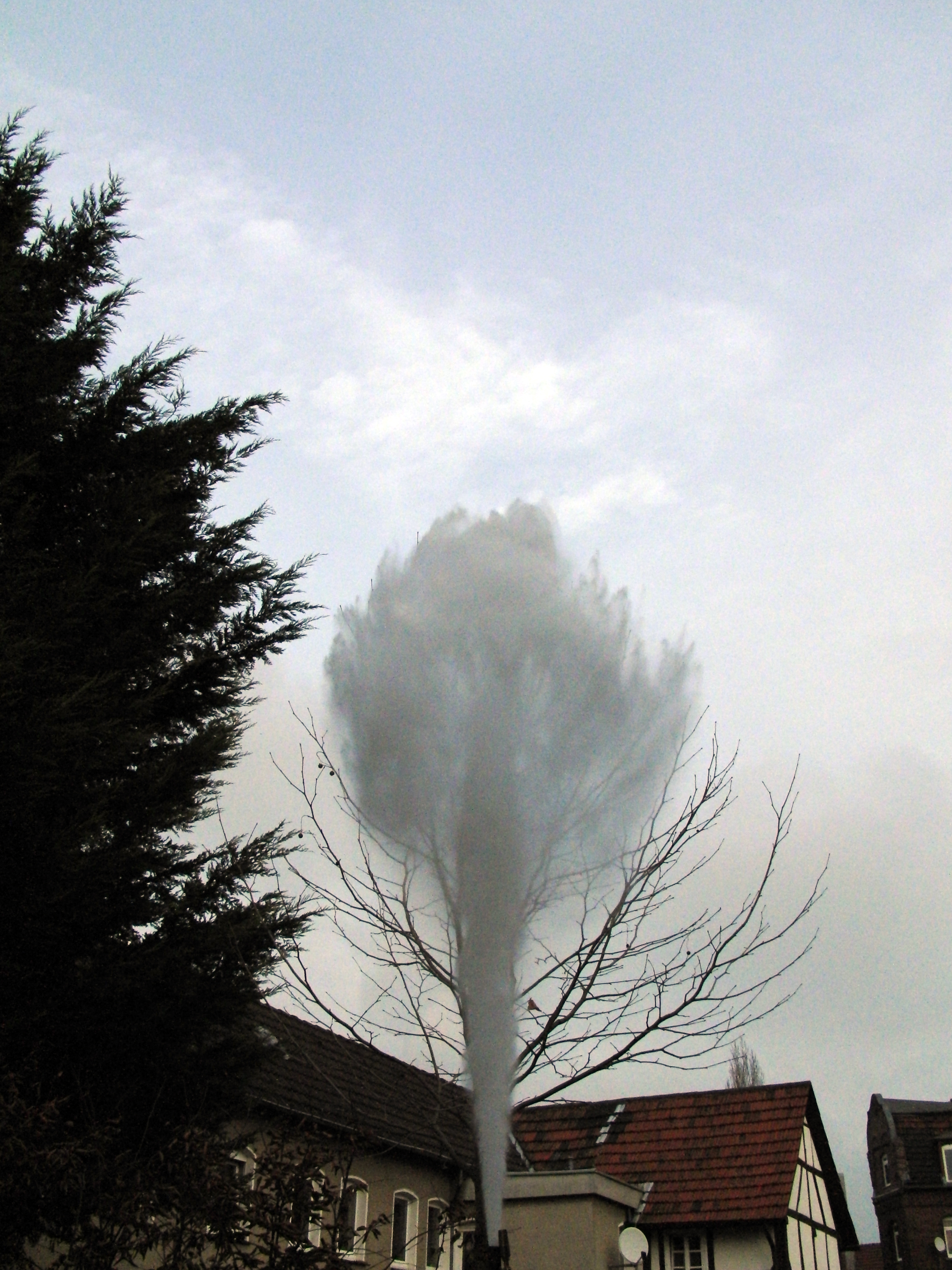
piranoscopi de 2,5 cm en fase d'atomització : Dimensions: diàmetre del dipòsit 2,5 cm, alçada superior a 1,3 m. Consum de combustible de 0,3 l per deflagració.

## Disseny de piranoscopis
Per tal d'aconseguir una combustió controlada i adequada d'un combustible, la missió més important d'un piranoscopi és l'atomització del combustible ràpidament per provocar una ignició segura.
A diferència dels llançaflames, el combustible ha de ser atomitzat anteriorment a la ignició. També hi ha la diferència que un piranoscopi només pot disparar en posició vertical, amb un marge d'error relativament petit.
Per complir les mesures de seguretat, el combustible i l'aire a pressió han d'estar aïllats entre si el major temps possible.

Seqüència de tir

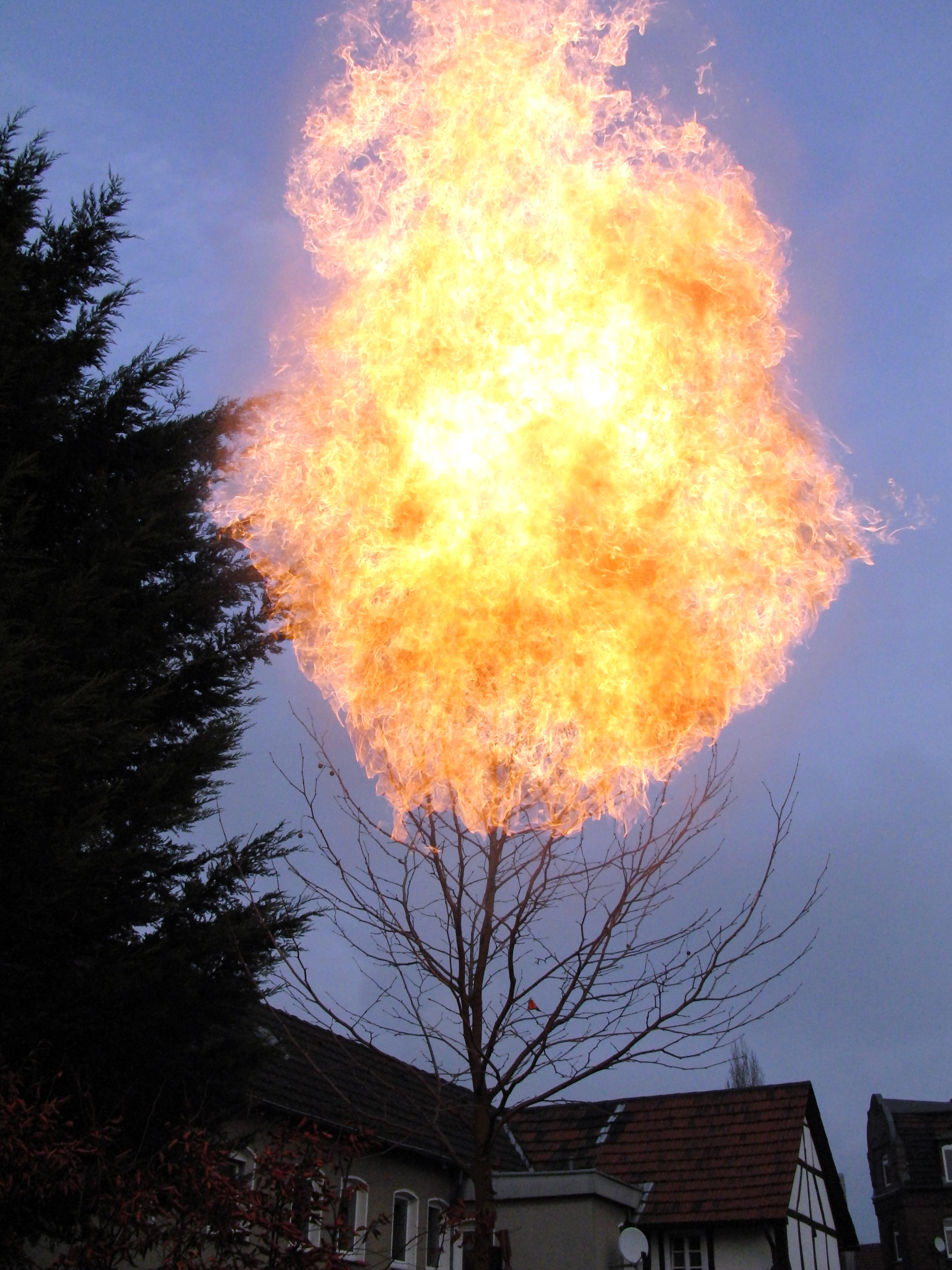
piranoscopi en fase d'ignició.

## Ús
Els piranoscopis s'usen freqüentment en ciència i art.
Per complir les mesures de seguretat dels piranoscopis és molt important connectar l'aire comprimit primer i pressuritzar el vas. Així s'evita que el combustible pugui entrar en el vas a causa d'algun error.